# چشم‌گرد بورنئو
چشم‌گرد بورنئو (نام علمی: Nycticebus borneanus) نام یک گونه از سرده چشم‌گرد تنبل است.